# Фрилен, Бернт
Бернт Фрилен (швед. Bernt Frilén) (3 июня 1945 — 7 мая 2019) — шведский ориентировщик, победитель чемпионата мира 1974 года по спортивному ориентированию.
Обладатель двух золотых медалей пятого чемпионата мира 1974 года по спортивному ориентированию в Дании
— выиграл как индивидуальную гонку на 15 км, так и эстафету в составе сборной Швеции.

ЧМ 1972. Слева направо: Бернт Фрилен, Оге Хадлер, Стиг Берге

Двумя годами ранее в 1972 году на четвёртом чемпионате мира в Чехословакии уже становился обладателем золотых медалей в эстафете и бронзовым призёром в индивидуальной гонке.
Обладатель серебряных медалей в эстафете чемпионата мира 1970 года в ГДР.